# Rozin-Syndrom
Das Rozin-Syndrom ist eine sehr seltene angeborene Erkrankung mit den Hauptmerkmalen Kamptodaktylie, Anomalien der Augen, Skoliose, Beugekontraktur und Gesichtsdysmorphien.
Synonyme sind: englisch Rozin-Hertz-Goodman syndrome; Rozin-camptodactyly syndrome 
Die Bezeichnung bezieht sich auf den Erstautoren bzw. die Autoren der Erstbeschreibung aus dem Jahre 1984 durch den israelischen Humangenetiker und Radiologen M. M.  Rozin und Mitarbeiter.

## Verbreitung
Die Häufigkeit wird mit unter 1 zu 1.000.000 angegeben, bislang wurde nur über einzelne Betroffene berichtet. Der Vererbungsmodus und die Ursache sind nicht bekannt.

## Klinische Erscheinungen
Klinische Kriterien sind:
- Krankheitsbeginn bereits als Neugeborenes
- Skelettauffälligkeiten wie Kamptodaktylie, Skoliose, Beugekontrakturen
- Augenanomalien wie Fibrose des M. Rectus medialis, ausgeprägte Myopie, Ptosis und Exophthalmus
- Gesichtsauffälligkeiten wie Asymmetrie, prominente Nase, kleiner Mund, tiefansetzende Ohrmuscheln und Haaransatz im Nacken